# Francis Pym
Francis Leslie Pym, Baron Pym (Abergavenny, Wales, 13 februari 1922 – Sandy, Engeland, 7 maart 2008) was een Brits politicus van de Conservative Party.
Pym was tussen 1970 en 1983 bewindspersoon in het de kabinetten Heath (1970–1974) en Thatcher I (1979–1983). Hij was minister voor Noord-Ierland van 1973 tot 1974, minister van Defensie van 1979 tot 1981, Kanselier van het Hertogdom Lancaster en minister van Posterijen in 1981, Lord President of the Council en Leader of the House of Commons van 1981 tot 1982 en minister van Buitenlandse Zaken van 1982 tot 1983.
Pym ging naar Eton College en studeerde daarna economie aan de Universiteit van Cambridge. Hij diende als militair in de British Army tijdens de Tweede Wereldoorlog in de rang van majoor en was daarna actief in de vastgoedhandel.
Op 9 oktober 1987 werd Pym benoemd als baron Pym en werd lid van het Hogerhuis.
- Bibsys: 90218460
- CiNii: DA00368380
- Gemeinsame Normdatei: 1150447737
- International Standard Name Identifier: 0000 0000 8459 9196
- Library of Congress Control Number: n85091254
- Bibliotheek van het Japanse parlement: 00453489
- Nationale Bibliotheek van Israël: 987007272624105171
- Nederlandse Thesaurus van Auteursnamen: 071889523
- SNAC: w6fx9z22
- Système universitaire de documentation: 077462602
- Virtual International Authority File: 108240139
- WorldCat: E39PBJwdjftYQ3KgWdGfjcBQMP